# Marie-Pierre Pruvot
Marie-Pierre Pruvot (Isser, Cabilia, Argelia; 11 de noviembre de 1935) es una actriz y escritora francesa nacida en Argelia que se presentó bajo el nombre de Bambi. Se presentó como bailarina en el Le Carrousel de Paris en París durante unos 20 años.
Mientras se presentaba regulamente, apareció en varios documentales, incluyendo la película de 1959 Costa Azzurra. dirigida por Vittorio Sala y la película de 1963 90 notti in giro per il mondo, dirigida por Mino Loy. Durante su carrera como artista, adquirió títulos universitarios en la Universidad de París, convirtiéndose posteriormente en profesora de literatura en 1974. Inicialmente fue nombrada en Cherburgo; dos años más tarde, comenzó a enseñar en Garges-lès-Gonesse en donde permaneció por 25 años. Fue honrada con la inducción en la Orden de las Palmas Académicas.
Fue filmada en la película documental de Sébastien Lifshitz, Bambi, en el cual ganó el Premio Teddy a Mejor Película Documental en el Festival Internacional de Cine de Berlín en 2013.